# بيديزول
بيديزول (Büdisöle) هي بلدية في مقاطعة بريشا في لومبارديا شمال إيطاليا.

## جغرافية
تمتد بلدية بيديزول على مساحة 26.4 كيلومتر مربع، وعلى ارتفاع متوسط يبلغ 171 مترًا مربعًا، وتبعد حوالي 17 كيلومترًا شرقًا عن المدينة الرئيسية للمقاطعة التي تنتمي إليها (بريشيا) و 8 كيلومترات من بحيرة غاردا.